# The Dakota
The Dakota is een gebouwencomplex in New York. Het is gebouwd in 1884 en is bedoeld als riante huisvesting voor beter gesitueerden. Het officiële adres van het Dakotagebouw is 1 West 72nd Street, vlak bij Central Park West.
Het complex is bekend als de plaats waar John Lennon woonde, en op 8 december 1980, op de stoep voor het gebouw, werd doodgeschoten.

## Geschiedenis
Tegen het eind van de negentiende eeuw liep projectontwikkelaar Edward Severin Clark rond met plannen voor het meest luxe appartementencomplex ter wereld.
Zijn oog viel op de New Yorkse Upper West Side, toen nog een kale vlakte met als enige bebouwing wat boerderijen met houten schuren. Volgens een partner van Clark leek het er op de vlaktes van de Dakota's, de verlaten en afgelegen staten in het midwesten van de Verenigde Staten. Hierop besloot Clark zijn megaproject The Dakota Building te noemen.
Het gebouw werd ontworpen door architect Henry J. Hardenbergh. Nog voordat het gebouw in 1884 klaar was waren alle appartementen al verkocht. Welgestelde New Yorkers stonden te springen om te wonen in het negen verdiepingen tellende fort in neogotische stijl dat het Dakota geworden was.
Het gebouw was dan ook van alle gemakken voorzien. De 93 appartementen hebben hoge plafonds. Elk appartement heeft twaalf tot twintig kamers, waarmee het niet onderdoet voor een villa.
Er zijn personeelsvertrekken, gastenkamers, een wasservice, een restaurant en een balzaal. Afgeschermd van de straat hebben de bewoners uitzicht op een grote binnenplaats waar aanvankelijk zelfs nog plaats was voor een cricketveld en tennisbanen, maar op die plek staan nu andere hoge flats.

## Trivia
- De luxe en het bijzondere exterieur trokken door de jaren heen wereldberoemde bewoners, onder wie Lauren Bacall, Judy Garland, Rosemary Clooney, Leonard Bernstein en Boris Karloff.
- De horrorfilm Rosemary's Baby werd er in 1968 opgenomen, en het gelijknamige boek van Ira Levin speelt zich er grotendeels af.
- Vlak bij de plek waar John Lennon in 1980 werd vermoord, is in 1985 Strawberry Fields onthuld. Dit stuk grond in het Central Park bevat een mozaïek met het woord Imagine.
- De Nederlandse journalist Jan Tromp heeft in zijn boek In New York en domweg gelukkig een hoofdstuk gewijd aan The Dakota.
- Het gebouw is het adres van Edward Lane in de thriller Bloedgeld van Lee Child, de schrijver van de boeken rondom de hoofdpersoon Jack Reacher.
- Het boek Het appartement aan Central Park van schrijfster Fiona Davis speelt zich volledig af in, aan en rond The Dakota.
- De hoofdpersoon Pendergast in de boekenserie van Douglas Preston en Lincoln Child  heeft een appartement in The Dakota.

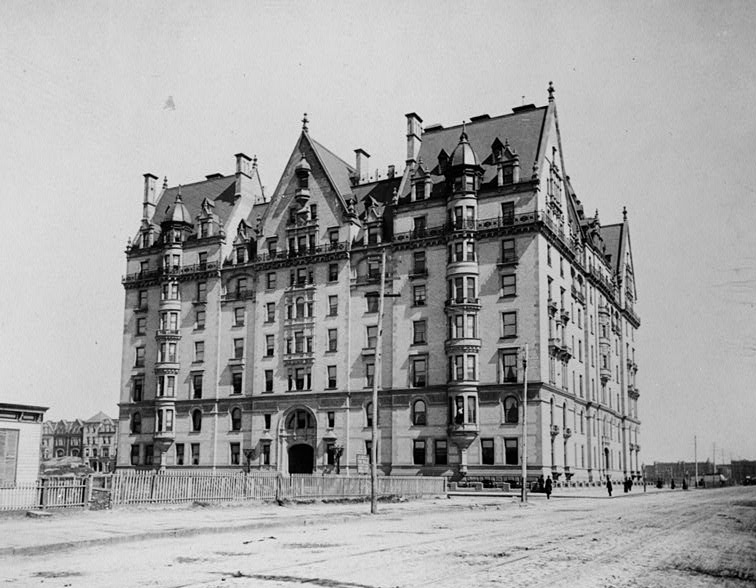
ca. 1880
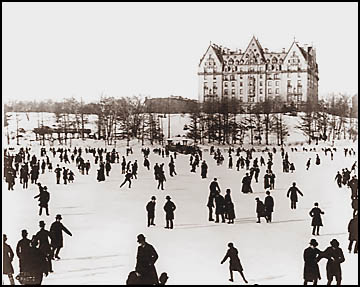
Schaatsen in Central Park met The Dakota op de achtergrond (1879)
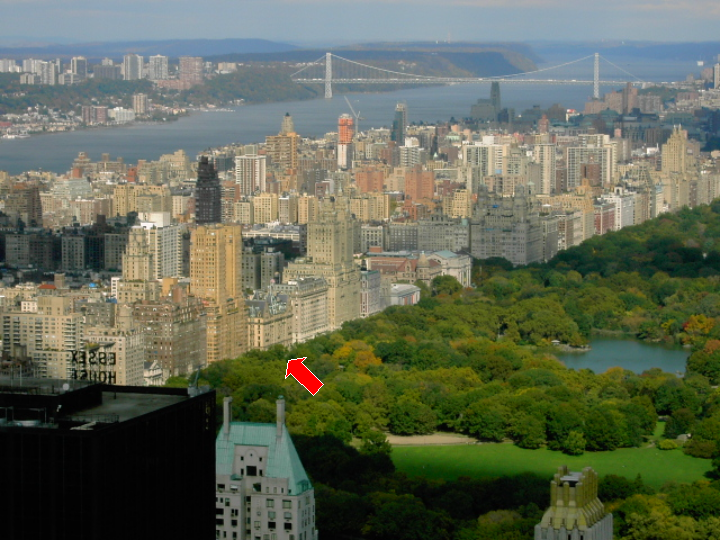
Ligging van The Dakota bij Central Park
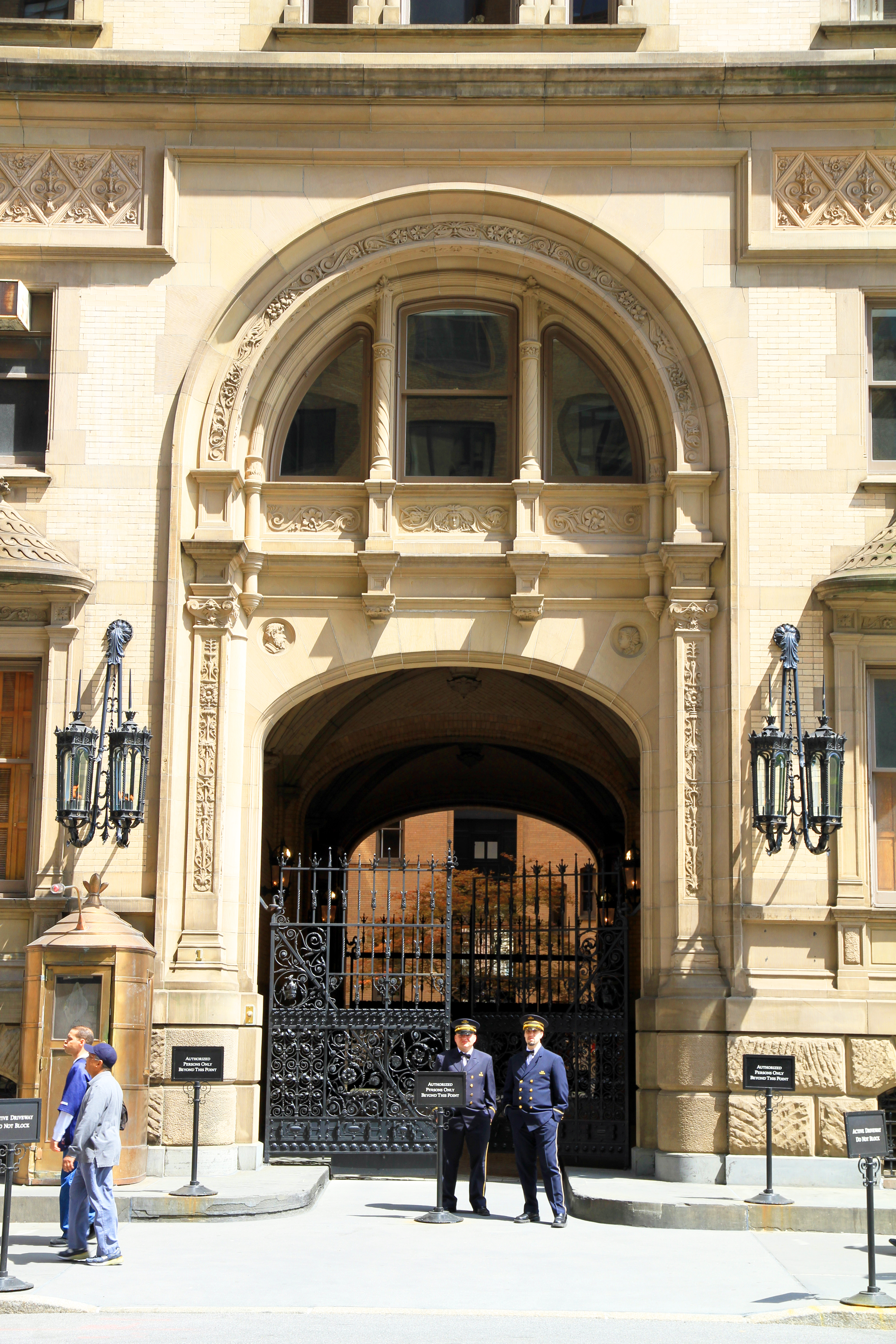
Entree